# Harzweg 3 (Quedlinburg)

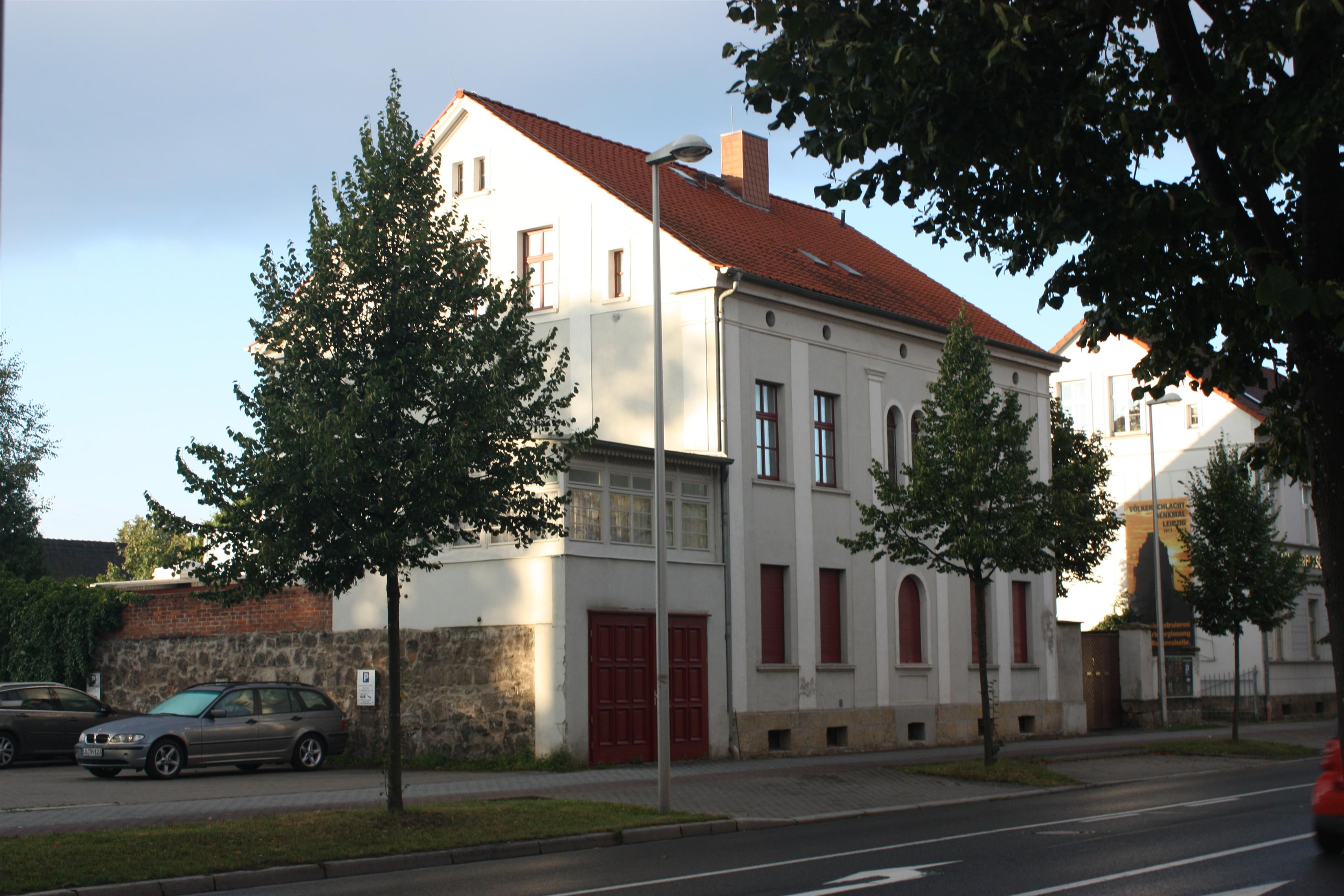
Harzweg 3

Das Haus Harzweg 3 ist ein denkmalgeschütztes Gebäude in Quedlinburg in Sachsen-Anhalt.

## Lage
Das im Quedlinburger Denkmalverzeichnis als Wohnhaus eingetragene Gebäude befindet sich südlich der Quedlinburger Altstadt auf der Südseite des Harzwegs.

## Architektur und Geschichte
Das Haus entstand in der Mitte des 19. Jahrhunderts im Stil des Klassizismus. Vermutlich befand sich an der Stelle ein Vorgängerbau. Auf diesen könnte eine an der Ostseite des Grundstücks befindliche, als Grundstückseinfriedung dienende Mauer aus Bruchsteinen zurückgehen. Anfang des 20. Jahrhunderts wurde vor dem östlichen Giebel eine Loggia angefügt. Westlich befindet sich eine Toranlage, die ebenfalls aus der Mitte des 19. Jahrhunderts stammt.